# Социјална интеракција
Социјална интеракција је процес узајамног деловања две или више особа, односно чланова неке групе једних на друге. Интеракција може бити директна, када се одвија између особа у малим групама, или индиректна, симболичка, када се појединци налазе у великим групама. Социјална интеракција се заснива на процесу комуникације и умрежавања.